# Мугла (Турция)
 Тази статия е за града в югозападна Турция.  За селото в южна България, вижте Мугла.  
Мугла (на турски: Muğla) е град в югозападна Турция. Мугла е център на едноименния окръг, както и на провинция Мугла, която се простира по егейското крайбрежие на Турция. Центърът на Мугла е разположен на надморска височина от 660 м и се намира на около 30 км от най-близкото морско крайбрежие в залива Гьокова на югозапад.
Населението е 82 717 души към 2022 г.
Област Мугла е съседна на окръзите Милас, Ятаган и Каваклидере, Ула и Кьойчеиз. Мугла е административната столица на провинция, която включва световноизвестни туристически курорти като Бодрум, Мармарис, Фетхие и Саригерме.